# 家田荘子
家田 荘子（いえだ しょうこ、7月22日-)は、日本のノンフィクション作家、高野山高等学校非常勤講師、高野山真言宗大僧都。所属事務所はエクセリング。かつては生年も公表していたが、現在は「年齢差別と闘っている」という理由で非公開になっている。

## 経歴・人物
愛知県知多郡武豊町出身。愛知県立半田高等学校卒業。日本大学藝術学部放送学科卒業。日本大学藝術学部では脚本家の君塚良一、日本テレビの五味一男らとともに映画製作集団で『虚飾の神話』『暗闇の剥製』などの前衛映画を作っていた。高野山大学大学院文学研究科密教学専攻修士課程修了。
1999年11月16日、高野山真言宗鹿児島支所下最福寺にて得度。二人の黒人との結婚歴があり、2003年7月30日、「4度目の結婚」「1歳年上の実業家（45）と入籍」と報道されている。2007年に高野山大学で伝法灌頂を受けて僧侶となる。高野山真言宗僧侶（大僧都）。高野山本山布教師。
中学校教諭一級免許状（国語）及び高等学校教諭二級免許状（国語）を所持している。
エイズ患者、ヤクザや代議士の妻、歌舞伎町の人たちなど、その実態があまり世間に知られることのない人たちへのインタビュー取材によるノンフィクションで知られる。他にもヤクザ、恋愛モノなどの小説が多数ある。中でも『極道の妻たち（ごくどうのおんなたち）』は、全16作品にシリーズ化され、興行総収入70億円の大ヒットとなり、原作本は文庫本と合わせて、4年間で40万部売り上げる。
『イエローキャブ』は、アメリカに渡り苦学しながら学ぶ女子留学生たちの姿を描いた作品である。自身も同著で描いた女性と同様にアメリカ国籍の黒人男性との婚姻歴を持つ。同書では、東洋人への偏見と差別、そして文化的差異からくる誤解を受けながらも勉学を続ける女学生たちの姿を描き出した。豊田正義は著書「告発！『イエローキャブ』」で、この作品を「誰にでも簡単に身をまかせるという意味で、日本女性は海外で「イエローキャブ」と呼ばれているという虚説を、性・人種・エイズに関連させて社会に広めた家田荘子の著書と、日本型センセーショナリズム・マスコミ報道を批判する」として糾弾した。

## 受賞
- 1991年 大宅壮一ノンフィクション賞「私を抱いてそしてキスして～エイズ患者と過ごした一年の壮絶記録～」[2]

## 著書
- 『俺の肌に群がった女たち』二見書房 1985
- 『極道の妻たち』文芸春秋 1986  のち文庫
- 『二十八歳の極道グラフィティ 泣き虫荘子の体あたり取材日記』PHP研究所 1987 のち文庫
- 『代議士の妻たち』文芸春秋 1987  のち文庫
- 『ドキドキ心の取材日記 家田ノンフィクションの内側』実業之日本社(実日新書) 1988
- 『姐 極道を愛した女・桐子 長編ハード・バイオレンス』祥伝社(Non novel) 1989「極道おんな道」文庫
- 『縄張り 死の六本木抗争 長編ハード・バイオレンス』祥伝社(Non novel) 1990 のち文庫
- 『私を抱いてそしてキスして エイズ患者と過した一年の壮絶記録』文芸春秋 1990 のち文庫、ぶんか社文庫
- 『悪友（ごろつき）』祥伝社(Non novel) 1991  「ごろつき」光文社文庫
- 『絆 親不孝娘が愛を知ったとき』PHP研究所 1991  のち文庫
- 『イエローキャブ （成田を飛び立った女たち）』恒友出版 1991  のち講談社文庫
- 『原色の愛に抱かれて 異国のJapanese』青春出版社 1992  のち文庫
- 『ごろつき 2 抗争』祥伝社(Non novel) 1992 「抗争」光文社文庫
- 『ラブ・ジャンキー 日本発タイ行“性"の直行便』集英社 1992 のち文庫
- 『ザ・麻薬』光文社 1993  のち文庫
- 『ラブ・ステップ』世界文化社 1993  のち角川文庫
- 『アメリカン・ドリーム 摩天楼を駆けぬけた女たち』徳間書店 1993  のち文庫
- 『私がノンフィクションを書く理由』角川文庫 1993
- 『危険がいっぱい 世紀末人間のアブナイ欲望』広済堂出版 1993 「ラブ・クライシス」集英社文庫
- 『その愛でいいの? あなたのこころに問いかけるリアル・ラブ』青春出版社 1994  のち集英社文庫
- 『バブルと寝た女たち』講談社 1994  のち文庫
- 『アブノーマル・ラバーズ』角川書店 1994  のち文庫
- 『恋したはずのフィリピーナたち Street angels』角川書店 1995
- 『もうオジさんとは呼ばせない』角川書店 1995 「「オヤジ」研究レポート」光文社文庫
- 『離婚』講談社 1995  のち文庫
- 『愛人』講談社 1995  のち文庫
- 『イエローキャブ 2 ニューヨーク衝撃の真実』恒友出版 1995
- 『ギア・チェンジ』徳間書店 1995  「誘惑」文庫
- 『愛していればいいの? 抱きあうこと、傷つくこと、後悔しないこと』青春出版社 1995  のち集英社文庫
- 『彼女のsex』扶桑社文庫 1996
- 『ボディ・アタック サスペンス小説』祥伝社 1996  「女たちの夜会」光文社文庫
- 『セックスレスな男たち』集英社 1996  のち文庫
- 『リスキーラブ なぜこの人としか純愛できないのか』青春出版社 1996  のち講談社文庫
- 『愛しきSEXドライバー スクールエイジの性白書』広済堂出版 1996  「恋愛白書」講談社文庫
- 『人妻』講談社 1997  のち文庫
- 『非婚 揺れる30代シングル』光文社 1997 「シングルズ」文庫
- 『愛慾』徳間文庫 1997
- 『愛は変わるの? 見えない心に問いかける、不安への答え』青春出版社 1997  のち集英社文庫
- 『惚れたらあかん 大阪ヤクザ、恋愛中!』角川書店(カドカワ・エンタテインメント) 1997 のち光文社文庫
- 『有名になりたい! なぜ彼女たちは、そこまでするのか』祥伝社 1997  「有名人志願」光文社 (知恵の森文庫)
- 『体当たり取材記』廣済堂出版 1997
- 『代紋の男たち』徳間書店 1998  のち文庫
- 『「キレイになれる」物語』小学館(Can cam books) 1998 のち幻冬舎文庫
- 『AV男優』扶桑社 1998  のち幻冬舎文庫
- 『その愛を信じる?』青春出版社 1998 「信じることからはじまる愛」集英社文庫
- 『産めない女に価値はない?』扶桑社 1999 「不妊」幻冬舎アウトロー文庫
- 『誰のための愛? 恋と人生にもっと強くなれる54のルール』PHP研究所 1999  「恋のルール」光文社文庫
- 『バイアグラな人々 こんなに変わった!人生・愛情・SEX』徳間書店 1999
- 『私の中のもう一人の私』徳間書店 1999  「結婚後の恋愛」幻冬舎アウトロー文庫
- 『家田荘子のアリとキリギリス』モデラート 2000
- 『女たちの輪舞曲』光文社文庫 2000
- 『その愛、いっしょに考えよっ 愛の信じ方、深め方、忘れ方』青春出版社 2000
- 『愛に飢えてる人びと』廣済堂出版 2000
- 『幸せになりたい!』扶桑社 2001
- 『ボーダレス・ラバーズ 愛しき性の越境者たち』ベスト新書 2001
- 『性なる人びと』徳間文庫 2001
- 『不倫のルール 一生懸命な恋は女を美しくする』大和出版 2001
- 『「壊れてしまいそうな私」をささえる本 もう一歩踏み出すために』青春出版社 2001
- 『別れのルール 苦しいばかりがサヨナラじゃない』大和出版 2002
- 『女たちの遊戯』光文社文庫 2002
- 『恋に自信のないあなたへ  20代を大切に生きるために』海竜社 2003
- 『渋谷チルドレン』講談社 2003  のち文庫
- 『歌舞伎町シノギの人々』主婦と生活社 2004  宝島sugoi文庫
- 『ラッキー・エンジェル』幻冬舎アウトロー文庫) 2004
- 『何キロやせたら綺麗になれますか ダイエットに賭ける女たち』主婦と生活社 2005
- 『女たちの恋歌』光文社文庫) 2005
- 『女霊』リヨン社 2006 「聖地へ」幻冬舎アウトロー文庫
- 『結婚後の恋愛 続(セックスレス編)』(幻冬舎アウトロー文庫) 2006
- 『下半身のおんな 愛憎、無常、恍惚、戦慄、ノンストップなエロ・アンビリーバブル・ノンフィクション』リヨン社 2007
- 『女たちの祝祭』光文社文庫 2007
- 『新・極道の妻たち』青志社 2007
- 『略奪愛のルール 彼の「いちばん大切な人」になるために』大和出版 2008
- 『修羅な女たち』ロングセラーズ 2008  のち光文社文庫
- 『四国八十八カ所つなぎ遍路』ベスト新書 2009
- 『少女は闇を抜けて 女子少年院・榛名女子学園』（幻冬舎）2011
- 『女性のための般若心経～この世をよりよく生きる知恵～』（サンマーク出版）2011
- 『不倫のバイブル』（大和出版）2012
- 『少女犯罪』ポプラ新書 2015
- 『「妻のいる男(ひと)」の愛し方 強くて綺麗な女になる新・不倫のルール』大和出版  2015
- 『昼、介護職。夜、デリヘル嬢。』ブックマン社 2016
- 『孤独という名の生き方 ひとりの時間ひとりの喜び』さくら舎 2017
- 『熟年婚活』角川新書 2017
- 『大人の女といわれる生き方 ひとり上手の流儀』さくら舎、2018.8
- 『別れる勇気 男と女のいい関係のカタチ』さくら舎、2020.8
- 『大人処女 彼女たちの選択には理由がある』祥伝社新書 2023.8
- 『老い上手』PHP出版　2025.3

### 漫画化
- 『名古屋民俗学外電 AB・フリャー』（1994年、ビッグコミック、小学館、単行本全2巻）清水洋三（作画）

### 翻訳
- ポール・ハーディング・ダグラス,ローラ・ピンスキー『エイズ安心マニュアル 正しく理解し、行動するための7章 最新版』小泉摩耶共訳 徳間書店 1992
- フレドリカ・ホーストマン『映画に必要なことはすべてベトナムの戦場で学んだ 監督オリバー・ストーンの記録』メディアファクトリー 1993

## 出演
- FNNスーパーニュースアンカー（関西テレビ）火曜日
- 2時ドキッ!（関西テレビ）火曜日パーソナリティー
- ザ!情報ツウ（日本テレビ）コメンテーター
- クイズダービー（TBS）ゲスト解答者
- 月曜ドラマスペシャル ドラマ特別企画 代議士の妻たちスペシャル（TBS）特別出演
- 愛の貧乏脱出大作戦（1999年1月25日）（テレビ東京） ゲストコメンテーター
- 雑学王3時間スペシャル(テレビ朝日) 解答者
- 名医のTHE太鼓判（TBS）
- 爆報！THE フライデー（TBS）
- ゴロウ・デラックス（TBS）
- 名医のTHE太鼓判（TBS）
- ひるキュン！（MXテレビ）
- 踊る!さんま御殿!!（日本テレビ）